# 幼児体形
幼児体形（ようじたいけい）とは、就学前頃までの幼児の体形のこと。一般に頭が大きく、胴体は寸胴でウエストにくびれがなく腹が出ており(イカ腹ともいう)、骨盤が前傾傾向で、手足は比較的短く小さい。それに加えてヒップが小さく、乳房(バスト)も発達段階。小学校就学後、学童体形へと移行していく。
ちなみに敢えて幼児について触れることは少なく、幼児体形と特筆する場合には「成人または第二次成長期後でありながら幼児のような体形」である様を指すことが多い。成人のそれは胃下垂の疑いもあることから要注意。逆に豊満な体形は所謂「グラマー」という(いずれも男性に対し用いられることはあまりない)。